# Лодж, Томас Одод Маршал
Томас Одод Маршал «Том» Лодж (англ. Thomas Odoard Marshall "Tom" Lodge; 16 апреля 1936, Форест-Грин — 25 марта 2012, Санта-Круз) — писатель

 и радиоведущий английского происхождения. Наибольшую известность ему принесла работа диджеем на британском Radio Caroline в 1960-х.

## Ранние годы
Томас Одод Маршал Лодж родился 16 апреля 1936 года в городе Форест-Грин, графство Суррей. Он был сыном писателя Оливера В. Ф. Лоджа и его жены Дианы, а также внуком физика сэра Оливера Лоджа, одного из изобретателей радио. В начале Второй мировой войны его семья покинула Великобританию. Томас вырос в штатах Мэриленд и Вирджиния. По окончании войны он вернулся с семьёй в Великобританию и поселился возле Пайнсвика графства Глостершир. Томас получил образование в британской школе Bedales School, где проявил интерес к музыке. Он брал уроки игры на скрипке и кларнете и самостоятельно учился игре на гитаре и губной гармонике. Он играл на контрабасе в составе музыкальной скиффл-группы под названием «Top Flat Ramblers».
В возрасте 18 лет он отправился в канадский город Хей-Ривер, где работал в рыбоводстве на Большом Невольничьем озере. Во время ловли рыбы с напарником он упал в ледяную воду. Его напарник погиб, а Томас был спасён охотниками. Томас описал эти приключения в своей первой книге, известной под названием Beyond the Great Slave Lake. Книга опубликована издательством Cassells в 1957 году и E.P. Dutton в 1958 году. В 1956 году Томас вернулся Великобританию. После женитьбы вернулся в Хей-Ривер и занялся рыбной ловлей.

## Радиовещание
В конце 1950-х годов Томас переехал в Йеллоунайф, где работал на золотодобывающей шахте, пока не поступил на работу в Канадскую радиовещательную корпорацию (Си-би-си) диктором на радиостанцию CFYK. С 1960 года Лодж работал менеджером Канадской радиовещательной корпорации (Си-би-си) на новой радиостанции, известной как CBTK-FM в Форт-Смите Северо-Западных территорий вплоть до возвращения в Великобританию в качестве корреспондента Си-би-си. В 1964 году Томас Лодж приступил к работе в качестве диджея и директора программ на первой оффшорной пиратской радиостанции в Великобритании, известной под названием Radio Caroline. Его книга «Корабль, который покачнул мир» (The Ship that Rocked the World) описывает время, проведенное там.
После законодательного запрещения пиратских радиовещательных кораблей в 1967 году, Томас работал диджеем на вновь созданном BBC Radio 1. В 1968 году Лодж стал диджеем на CHLO в канадском Сент-Томасе, которая в настоящее время известна как радиостанция CKDK-FM. В 1970 году Лодж основал творческую программу в университете Fanshawe College в Канаде, названную «творческой электроникой», которая спустя два года стала тренинговой программой для инженеров и продюсеров звукозаписи.
В 1975 году в штате Калифорния Лодж начал практиковать дзэн. В январе 1998 года ему присвоено имя Umi и он стал сам направлять людей в дзэне. Он основал ашрам «Stillpoint Zen Community», возле города Санта-Круз в Калифорнии. В этом сообществе Томас Лодж умер 25 марта 2012 года от рака. Это произошло ровно через 46 лет после того, как 25 марта 1966 года он покинул корабль, с которого вещало Radio Caroline, чтобы в Лондоне взять эксклюзивное интервью у группы The Beatles. Пол Маккартни как-то сказал, что Лодж должен был бы получить рыцарство за свой вклад по запуску групп британского вторжения в эфир.

## Семья
Жена — Жанин Арпурет (Jeanine Arpourettes), сыновья:
- Том Лодж-младший (род. 1959 в Йеллоунайфе) — ведущий на Radio Caroline[7].
- Броди (род. 1961 в Лондоне)
- Лионел (род. 1962 в Инвернессе) — автор песен и исполнитель.